# Golog
Golog, även känd som Guoluo, är en autonom prefektur för tibetaner i Qinghai-provinsen i västra Kina. Området tillhör den tibetanska kulturgeografiska regionen  Amdo.
I regionen finns det flera kloster som tillhör Jonangskolan inom den tibetanska-buddhismen.

## Administrativ indelning
Golog indelas i sex härad:
| Karta                     | Karta    | Karta     | Karta       | Karta      | Karta             | Karta                    | Karta     | Karta                      |
| ------------------------- | -------- | --------- | ----------- | ---------- | ----------------- | ------------------------ | --------- | -------------------------- |
| Nummerert kart over Golog |          |           |             |            |                   |                          |           |                            |
| Nr                        | Namn     | Kinesiska | Pinyin      | Tibetanska | Wylie             | Befolkning (2003 uppsk.) | Yta (km²) | Befolknings- täthet (/km²) |
| Härad                     |          |           |             |            |                   |                          |           |                            |
| 1                         | Machen   | 玛沁县    | Mǎqìn xiàn  | རྨ་ཆེན་རྫོང་   | rma chen rdzong   | 40 000                   | 13 636    | 3                          |
| 2                         | Päma     | 班玛县    | Bānmǎ xiàn  | པད་མ་རྫོང་   | pad ma rdzong     | 20 000                   | 6 452     | 3                          |
| 3                         | Gade     | 甘德县    | Gāndé Xiàn  | དགའ་བདེ་རྫོང་ | dga' bde rdzong   | 20 000                   | 7 143     | 3                          |
| 4                         | Dharlak  | 达日县    | Dárì xiàn   | དར་ལག་རྫོང་  | dar lag rdzong    | 30 000                   | 15 385    | 2                          |
| 5                         | Chigdril | 久治县    | Jiǔzhì xiàn | གཅིག་སྒྲིལ་རྫོང་ | gcig sgril rdzong | 20 000                   | 8 696     | 2                          |
| 6                         | Matö     | 玛多县    | Mǎduō xiàn  | རྨ་སྟོད་རྫོང་   | rma stod rdzong   | 10 000                   | 25 000    | <1                         |